# Alte Pinakothek
La Alte Pinakothek è un museo d'arte situato nella Kunstareal di Monaco di Baviera, in Germania. È una delle più antiche e ricche gallerie del mondo. Il nome (Pinacoteca antica) si riferisce al periodo coperto dall'arte — la Neue Pinakothek copre l'arte del XIX secolo e la recentemente aperta Pinakothek der Moderne copre l'arte moderna. Tutte le gallerie fanno parte del Kunstareal di Monaco (l'area dell'arte). 

## Storia

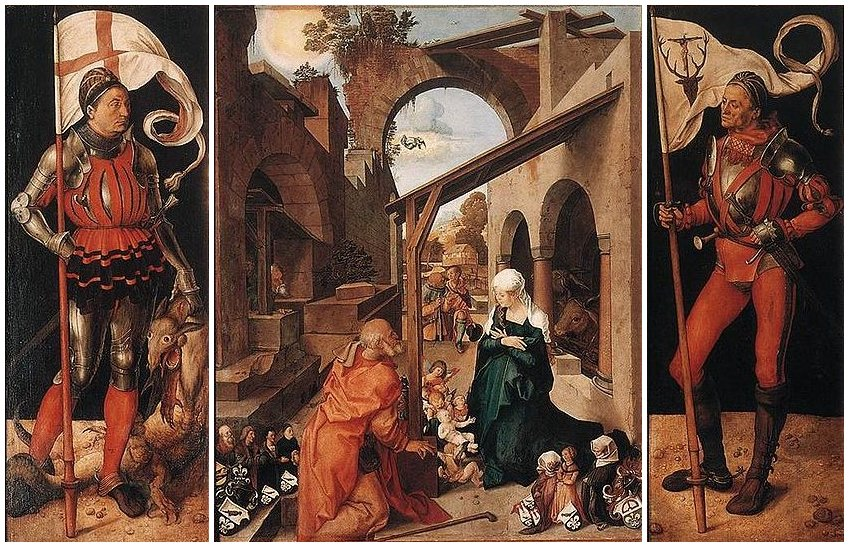
Il celebre Altare Paumgartner di Dürer.

La collezione fu fondata da Guglielmo IV che ordinò ad importanti pittori contemporanei di creare alcuni dipinti storici. L'Elettore Massimiliano I acquistò soprattutto dipinti di Albrecht Dürer e suo nipote Massimiliano II Emanuele comprò moltissimi dipinti olandesi e fiamminghi mentre era Governatore dei Paesi Bassi Spagnoli. Dopo la riunificazione della Baviera e del Palatinato le gallerie di Mannheim, Zweibrücken e Düsseldorf furono spostate a Monaco (le prime due nel 1798-99, la terza nel 1806), anche per proteggere le collezioni dalle guerre e dalle spoliazioni napoleoniche. Durante questo periodo, inoltre, in seguito alla secolarizzazione, molti dipinti appartenenti alle chiese e ai monasteri soppressi furono confiscati dallo Stato.
Ludovico I di Baviera collezionò principalmente dipinti tedeschi, olandesi ed italiani del Rinascimento; in particolare acquistò a proprie spese, nel 1827, la famosa collezione di Sulpiz e Melchior Boisserée di Colonia, frutto della passione di due fratelli che avevano comprato moltissime opere dei primitivi tedeschi e fiamminghi svendute negli anni napoleonici; nel 1828, quella Wallenstein, che portò a Monaco altre opere di Dürer; mentre durante i suoi viaggi in Italia da principe ereditario comprò dipinti di Botticelli, Domenico Ghirlandaio, Filippino Lippi e Beato Angelico, tra gli altri. Famosa resta la sua perseveranza per l'acquisto della Madonna Tempi di Raffaello Sanzio dalla famiglia Tempi di Firenze, che durò vent'anni.
Nel frattempo (la prima pietra fu posta nel 1826) aveva ordinato a Leo von Klenze di erigere la galleria. Le sale del museo furono concepite appositamente per ospitare pale come il Grande Giudizio Universale di Rubens, uno dei quadri più grandi che siano mai stati dipinti. Molto moderna per quei tempi, la costruzione divenne un esempio per gli edifici museali in Germania ed Europa a partire dalla sua inaugurazione nel 1836; in particolare divenne anche un modello per le nuove gallerie a Roma, San Pietroburgo, Bruxelles e Kassel. Le acquisizioni proseguirono sporadicamente fino alla seconda metà dell'Ottocento, con alcuni colpi di fortuna come l'acquisto della Madonna del Garofano di Leonardo nel 1889, o dell'Annunciata di Antonello da Messina.
La pinacoteca fu parzialmente distrutta durante la Seconda guerra mondiale dai bombardamenti, che danneggiarono gravemente le decorazioni interne originarie, ma venne ricostruita e riaperta al pubblico alla fine degli anni cinquanta. Dalla fine degli anni sessanta l'appoggio di alcune banche bavaresi ha permesso l'arrivo di numerose opere italiane e francesi del Settecento, ambito nel quale la galleria era carente. Nel 1988 fu necessaria un'ulteriore chiusura, allorché uno squilibrato armato di acido solforico danneggiò gravemente diversi dipinti di Dürer, tra cui l'Altare Paumgartner (oggi restaurato), e la Mater Dolorosa, il cui restauro è terminato solo nel 2009. La galleria fu riaperta solo nel 1998. Gli aggiornamenti ai sistemi di sicurezza hanno comportato la protezione, tramite cristalli invisibili, di tutti i dipinti più importanti.

## L'edificio
L'Alte Pinakothek costituisce uno degli episodi più importanti della collaborazione tra Ludovico I e il suo architetto di fiducia Leo von Klenze che dettero vita ad un periodo di grandi realizzazioni che trasformarono l'immagine urbana della città nella stagione  più  feconda del neoclassicismo tedesco.
L'architetto costruì l'edificio tra il 1826 e il 1836.  In quel momenti l'Alte Pinakothek era il più grande museo del mondo e uno dei primi ad essere espressamente progettato per tale utilizzazione. A tal fine fu cercata una perfetta funzionalità, sia per la disposizione in pianta che per  la ricerca di illuminazione idonea, ottenuta anche tramite lucernari. L'esterno si presenta in stile neorinascimentale.
L'Alte Pinakothek divenne esemplare per edifici museali in Germania e in Europa dopo la sua inaugurazione nel 1836, per esempio per il Museo dell'Ermitage.
L'edificio del museo fu gravemente danneggiato dai bombardamenti della seconda guerra mondiale, ma fu ricostruito cercando  che l'edificio rimanesse fedele alla sua architettura originale quanto meno per l'esterno.

## Collezione
Il museo ospita un'ampia collezione di varie migliaia di dipinti europei dal XIII al XVIII secolo. Le sue collezioni di antichi dipinti italiani, tedeschi, olandesi e fiamminghi sono tra le più importanti nel mondo. Sono esposti circa 700 dipinti.
I dipinti di scuola tedesca spaziano dal XIV al XVII secolo, con alcuni capolavori assoluti, come la più ricca collezione di lavori di Dürer al mondo.
La collezione dei dipinti fiamminghi e olandesi, spazianti dal XV al XVIII secolo, è una delle più impressionanti al mondo, specialmente dei primi fiamminghi. La collezione dei Rubens, ospitata in ben tre sale, è una delle maggiori al mondo, seconda solo a quella del Museo del Prado.
Le opere di scuola italiana spaziano dal gotico, al Rinascimento fino al Barocco e il XVIII secolo, da Giotto a Canaletto.
Malgrado la stretta relazione del Wittelsbach con la Francia, la collezione francese è la penultima per grandezza, spaziando dal XVI al XVIII secolo.
Per quanto riguarda invece la sezione d'arte spagnola, nonostante sia la più piccola, vi sono rappresentati tutti i grandi maestri dei secoli XVI, XVII e XVIII. I dipinti di Francisco de Goya sono stati trasferiti nella Neue Pinakothek.

## Le opere maggiori

### Scuola italiana
Beato Angelico
- Pietà, 1443
- San Cosma e san Damiano davanti a Lisia, 1443
- San Cosma e san Damiano salvati dall'annegamento, 1443
- Crocifissione dei santi Cosma e Damiano, 1443

Jacopo de' Barbari
- Natura morta con pernice, guanti di ferro e dardo di balestra, 1504

Domenico Beccafumi
- Sacra Famiglia con san Giovannino e l'agnellino, 1521-

Sandro Botticelli
- Compianto sul Cristo morto con i santi Girolamo, Paolo e Pietro, 1495 circa

Domenico Ghirlandaio
- Pala Tornabuoni, 1490-1498

Giotto
- Ultima cena, Crocifissione e Discesa al Limbo, 1320-1325 circa

Guido Reni
- Assunzione di Maria, 1642

Leonardo da Vinci
- Madonna del Garofano, 1473 circa

Filippino Lippi

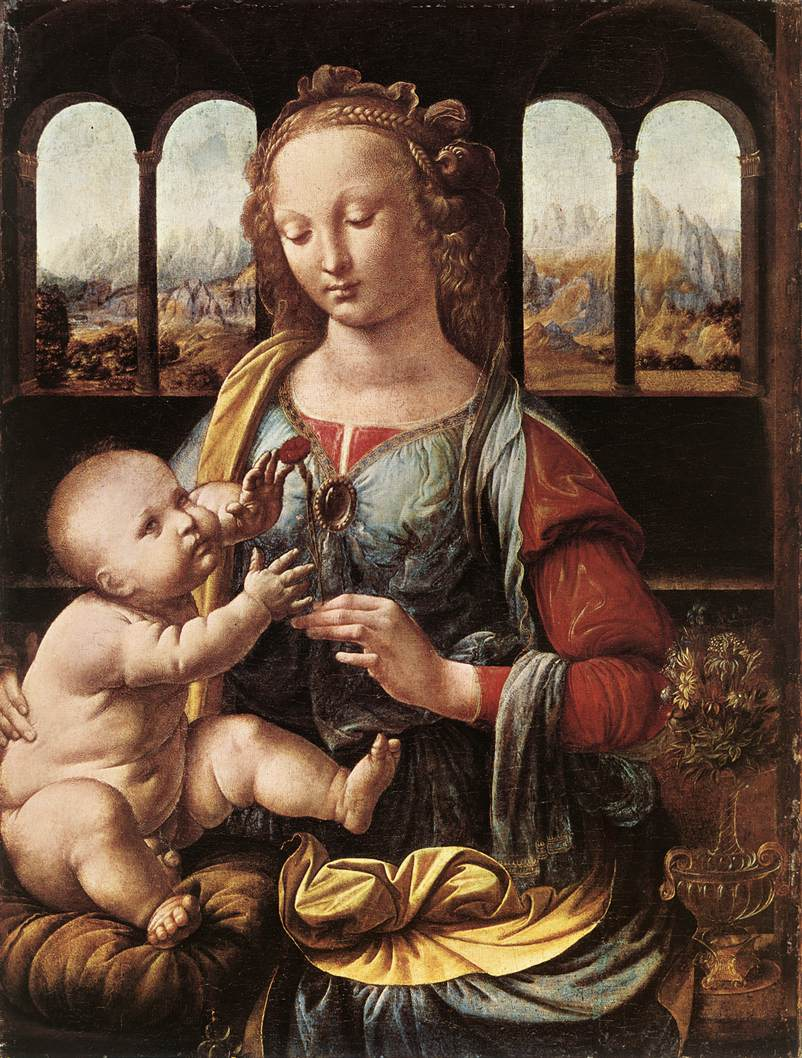
Leonardo da Vinci, Madonna del Garofano

- Apparizione di Cristo alla Madonna, 1493 circa

Filippo Lippi
- Annunciazione delle Murate, 1450 circa
- Madonna col Bambino, 1465 circa

Lorenzo Lotto
- Matrimonio mistico di santa Caterina d'Alessandria, 1506-1508 circa

Masolino da Panicale
- Madonna dell'Umilità, 1435 circa

Moretto
- Ritratto di un ecclesiastico, 1545 circa

Perugino
- Apparizione della Vergine a san Bernardo,1488-1489

Raffaello Sanzio
- Sacra Famiglia Canigiani, 1507 circa
- Madonna Tempi, 1508 circa
- Madonna della Tenda, 1513-1514 circa

Luca Signorelli
- Madonna col Bambino, 1492-1493 circa

Tintoretto
- Cristo in casa di Marta e Maria, 1567 circa
- Battaglia del Taro, 1578-1579

Tiziano
- Madonna col Bambino, il Battista e un donatore, 1514 circa
- Vanità, 1515 circa
- Ritratto di giovane, 1520 circa
- Ritratto di Carlo V seduto, 1548

### Scuola tedesca
Albrecht Altdorfer

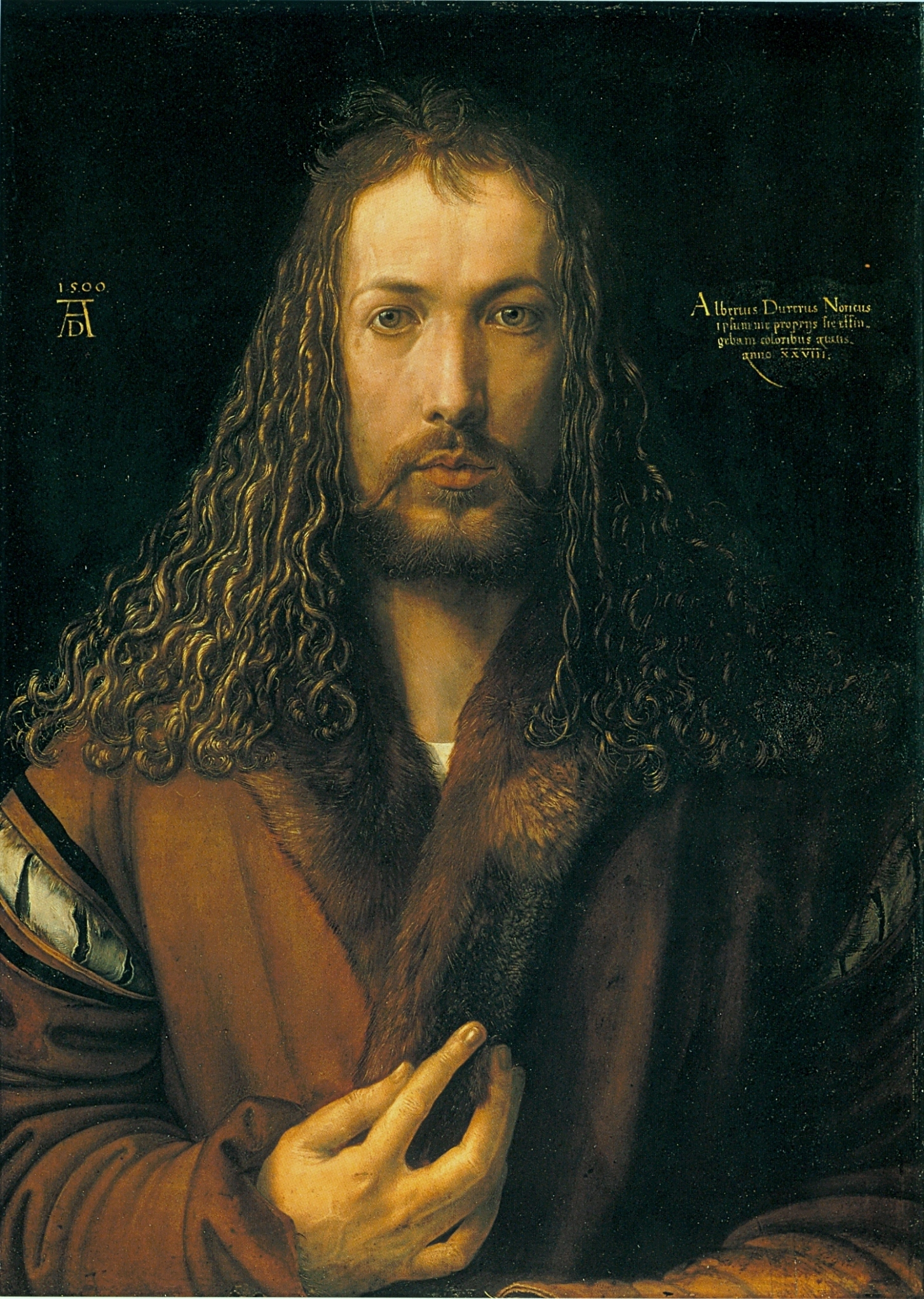
Dürer, Autoritratto con pelliccia

- Battaglia di Alessandro e Dario a Isso, 1529

Albrecht Dürer
- Altare Paumgartner, 1496-1504 circa
- Ritratto di Oswolt Krel, 1499
- Autoritratto con pelliccia, 1500
- Compianto Glimm, 1500 circa
- Ritratto di giovane, 1500
- Mater Dolorosa, 1500 circa
- Madonna del Garofano, 1516
- Suicidio di Lucrezia, 1518
- Quattro Apostoli, 1526

Adam Elsheimer
- Fuga in Egitto, 1609

### Scuola francese
François Boucher

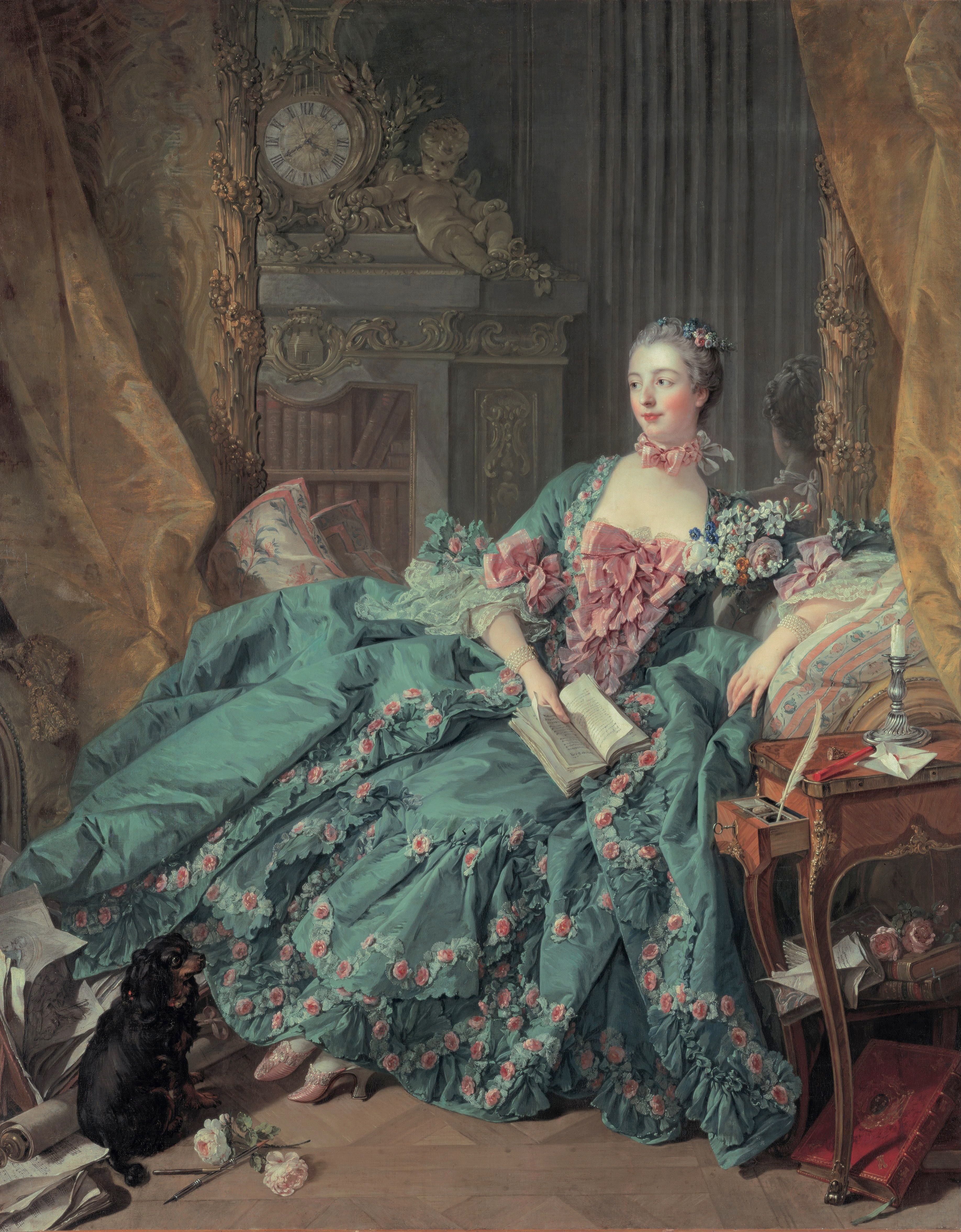
François Boucher, Ritratto di Madame de Pompadour.

- Ritratto di Madame de Pompadour, 1756
- Ragazza distesa, 1752

### Scuola fiamminga e olandese
Rogier van der Weyden

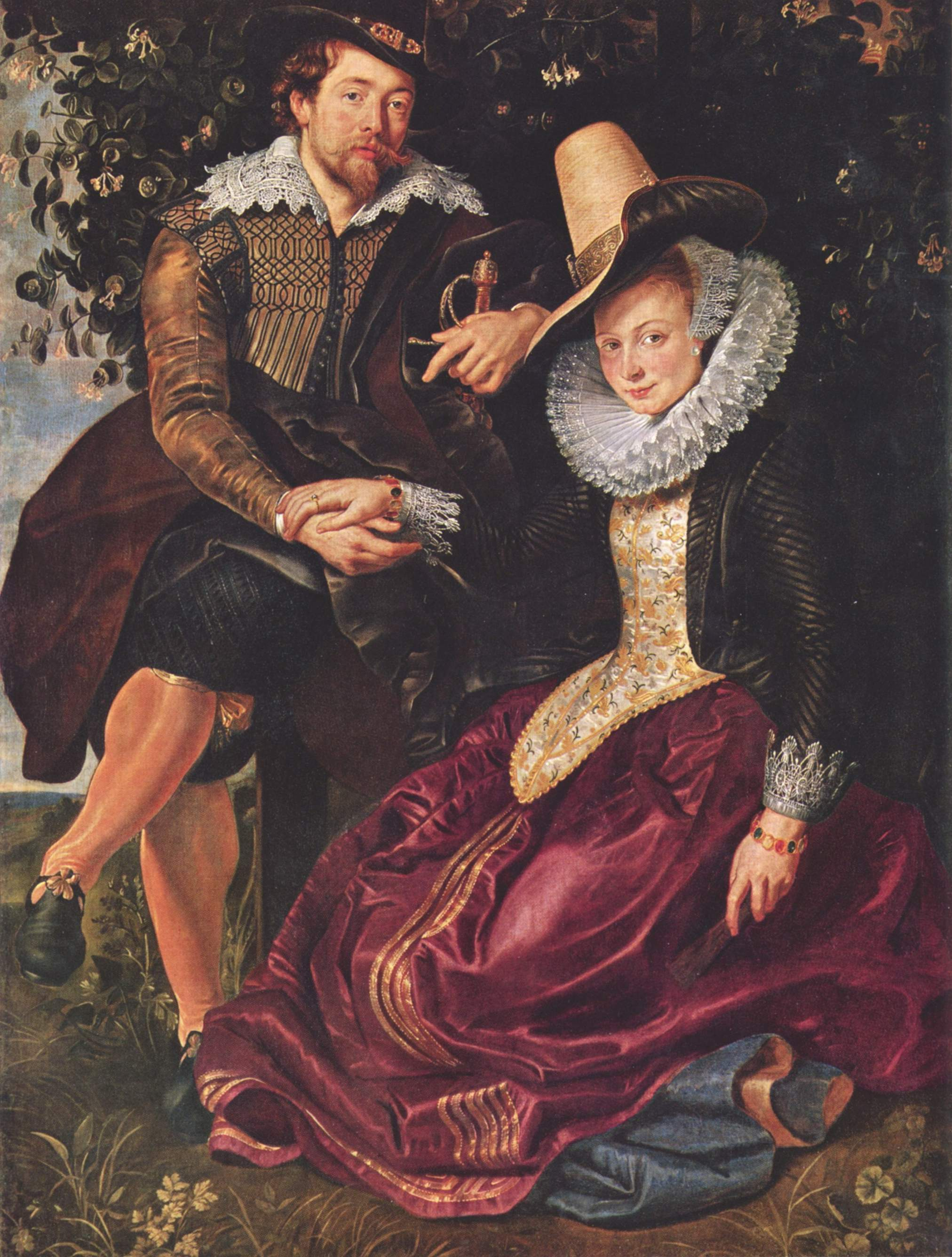
Peter Paul Rubens, Autoritratto con la moglie Isabella Brant.

- Trittico di santa Colomba, 1455 circa

Hans Memling
- Venuta e trionfo di Cristo, 1480

Hieronymus Bosch
- Giudizio universale, 1506-1508

Pieter Bruegel il Vecchio
- Paese della cuccagna, 1567
- Testa di vecchia contadina, 1568 circa

Jan Gossaert detto il Mabuse
- Danae, 1527

Rembrandt Harmenszoon Van Rijn
- Deposizione dalla croce, 1633

Peter Paul Rubens
- Autoritratto con la moglie Isabella Brant, 1609-1610
- Grande Giudizio universale, 1614-1617
- Battaglia delle Amazzoni, 1615
- Caccia all'ippopotamo e al coccodrillo, 1615-1616)
- Cristo con i quattro grandi penitenti, 1617 circa
- Due satiri, 1618-1619
- Hélène Fourment con il figlio Frans, 1635
- Strage degli Innocenti, 1636-1638

Antoon van Dyck
- Autoritratto (van Dyck Monaco), 1617-1618
- Riposo durante la fuga in Egitto, 1630